# Svångtjärnen
Svångtjärnen är en sjö i Storfors kommun i Värmland och ingår i Göta älvs huvudavrinningsområde. Sjön har en area på 0,112 kvadratkilometer och ligger 192 meter över havet.

## Delavrinningsområde
Svångtjärnen ingår i det delavrinningsområde (660609-142022) som SMHI kallar för Utloppet av Stora Hättsjön. Medelhöjden är 219 meter över havet och ytan är 26,52 kvadratkilometer. Det finns inga avrinningsområden uppströms utan avrinningsområdet är högsta punkten. Hättälven som avvattnar avrinningsområdet har biflödesordning 5, vilket innebär att vattnet flödar genom totalt 5 vattendrag innan det når havet efter 348 kilometer. Avrinningsområdet består mestadels av skog (79 procent). Avrinningsområdet har 2,92 kvadratkilometer vattenytor vilket ger det en sjöprocent på 11 procent.